# لودفيغ الرابع (لاندغراف هسن-ماربورغ)
لودفيغ الرابع (27 مايو 1537 - 9 أكتوبر 1604)؛ كان لاندغراف هسن-ماربورغ، بحيث أنه الابن الثاني لـ فيليب الشهم لاندغراف هسن وزوجته كريستين الساكسونية، وبعد وفاة والده في عام 1567 تم تقسيم هسن بين أبنائه، بحيث تلقى لودفيغ هسن-ماربورغ والتي كانت تُعرف مسبقاً (هسن العليا) بما في ذلك ماربورغ وغيسين.
تلقى لودفيغ تعليمه في بلاط الدوق كريستوف من فورتمبيرغ، قام بتجديد قلعة ماربورغ من قبل المهندس المعماري إيبرت بالدوين، كان له رغبة في توسيع أراضيه بشكل سلمي بحيث اشترى أجزاء من فولدشن مارك في عام 1570 من كونتات ناساو-ساربروكن والباقي في عام 1583 من كونت ناساو-فيلبورخ.
في 10 مايو 1563 تزوج من هيدفيغ من فورتمبيرغ وزواجه الثاني من ماري كونتيسة مانسفيلد، ولكن توفي عام 1604 لم يترك ورثة، في 1597 أوصى بتقسيم أراضيه بين أبناء أخيه موريس هسن-كاسل ولودفيغ الخامس هسن-دارمشتات، شريطة أن تظل لوثرية.